# بنغلايان (سياهو)
بنغلایان (بالفارسية: بنگلایان) هي قرية تقع في إيران في قسم سیاهو الريفي. يقدر عدد سكانها بـ 301 نسمة بحسب إحصاء 2016.